# Amaurospiza
Amaurospiza is een geslacht van zangvogels uit de familie van de kardinaalachtigen (Cardinalidae). De wetenschappelijke naam van het geslacht is voor het eerst geldig gepubliceerd in 1861 door Cabanis.

## Soorten
De volgende soorten zijn bij het geslacht ingedeeld:
- Amaurospiza aequatorialis – Ecuadordikbekje
- Amaurospiza carrizalensis – Carrizaldikbekje
- Amaurospiza concolor – Indigodikbekje
- Amaurospiza moesta – Zwartblauw dikbekje